# Lymantria nebulosa
Lymantria nebulosa este o specie de molii din genul Lymantria, familia Lymantriidae, descrisă de Alfred Ernest Wileman 1910 Conform Catalogue of Life specia Lymantria nebulosa nu are subspecii cunoscute.